# Popruh

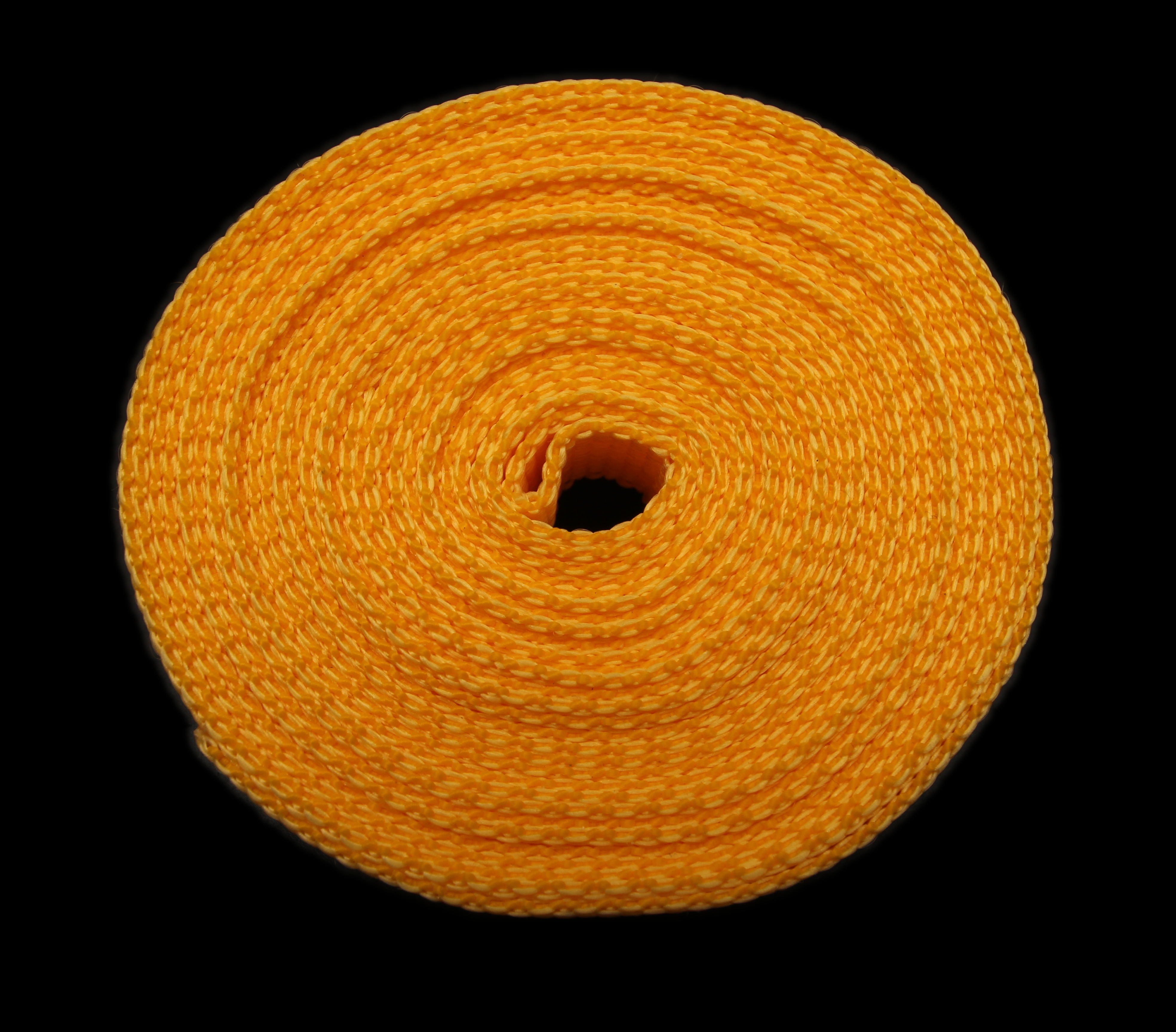

Popruh je úzká, plošná technická textilie vyrobená nejčastěji tkaním, v menším měřítku také pletením.

## Materiál
Popruhy musí mít vysokou pevnost v tahu a nízkou tažnost. Těmto požadavkům vyhovují skané příze z bavlny, lnu, konopí, juty nebo ramie. Skoro všechny syntetické materiály mají podstatně vyšší pevnost, tažnost je však i u modifikovaných druhů nejméně trojnásobná oproti přírodním vláknům (minim. 10 % : 1-3%), jejich použití může proto být u některých popruhů problematické.
Mezi syntetické materiály, ze kterých se popruhy vyrábí, patří například polypropylen, polyamid nebo polyester. Polypropylen je vysokopevnostní a odolný proti vodě. Polyamid je kromě vysoké pevnosti odolný proti oděru a polyester má ve srovnání s ostatníma největší tepelnou odolnost a je rezistentní vůči kyselinám a alkáliím.

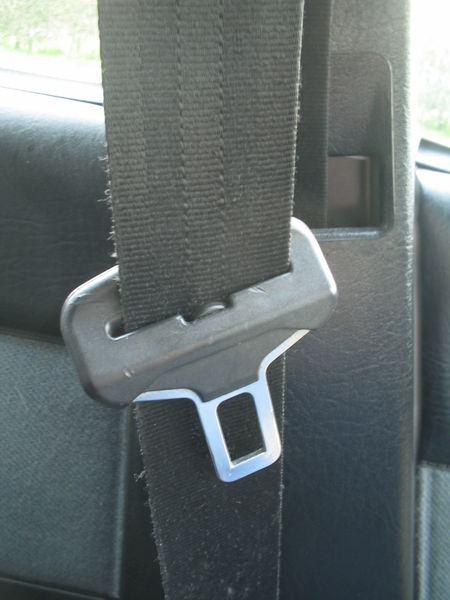
Bezpečnostní pás u sedadla osobního auta

## Výroba

### Tkané popruhy
Tkané popruhy se vyrábí podobným způsobem jako stuhy, popruhy jsou však mnohem robustnější, v šířce do cca 30 cm, podle starého pravidla váží nejlehčí tkaniny 500 g/m².
Obvykle se rozlišují 3 druhy: jednovrstvé, vícevrstvé a dutinné tkaniny.
Všechny druhy se tkají nejčastěji v plátnové vazbě, s velmi hustou osnovou, počet útkových nití je zpravidla méně než poloviční.
Jednovrstvé zboží se vyrábí také v keprové nebo atlasové vazbě. Osnovní nitě jsou kladeny tak hustě, že při zpracování některých materiálů je třeba používat pomocné zařízení k otevření prošlupu, u kterého jsou na prohoz každé útkové niti nutné dva přírazy paprsku (poloviční výkon tkacího stroje).
Vícevrstvé popruhy se tkají z několika (v extrémním případě 12) osnov nad sebou. Osnovy se navzájem protkávají složitou vazební technikou.
Na výrobu dutinných popruhů se používají (podobně jako při výrobě stuh) stroje se dvěma osnovami a dvěma systémy zanášení útku nad sebou. Útky jsou zanášeny střídavě do horní a dolní osnovy a tak vzniká bezešvá hadice.

### Pletené popruhy
Pletené popruhy se vyrábějí na rašlových pletacích strojích.

### Úprava
Většina popruhů je jednobarevných, menší část se vyrábí s pruhy nebo jednoduchými vzory.
Podle způsobu požití se mohou upravovat
- mechanicky - stříháním, řezáním, šitím, děrováním apod.
- chemicky - vodoodpudivou, nešpinivou, antibakteriální apreturou nebo laminováním, pogumováním atd.[3]

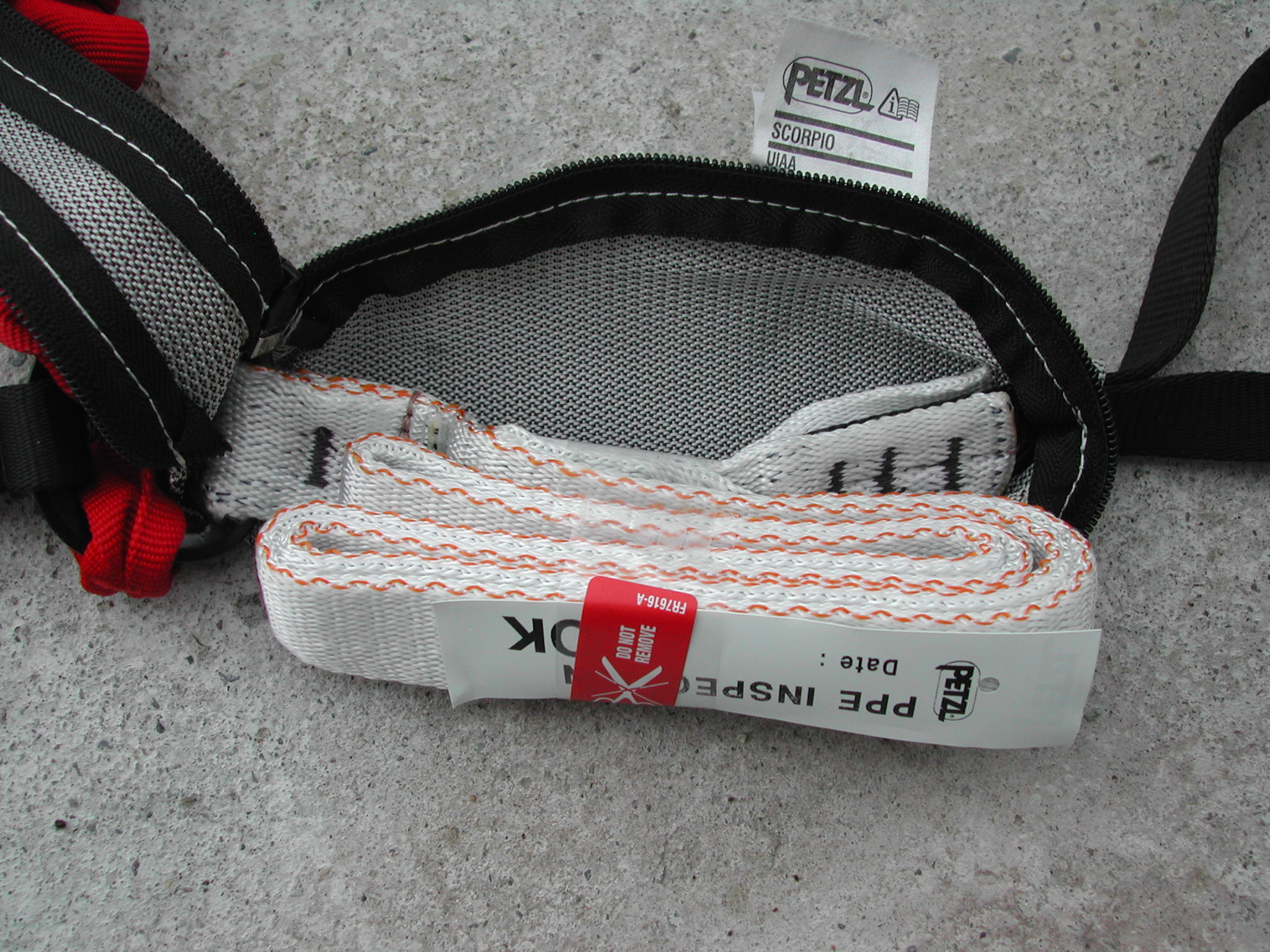
Záchytný pás pro horolezce

## Použití
Nejčastěji jako tažné, nosné, upínací, bezpečnostní, hnací a dopravní pásy.
Dětské popruhy jsou kožené pásky s přezkami, které se používají v dětských kočárcích. Dítě se do nich upne a nehrozí tak, že v nestřeženém okamžiku z kočárku vypadne.
Vojenské popruhy je část výstroje, která se dává na uniformu a umožňuje zavěsit zbraň na tělo, či batoh.
Popruhy se používají též k přenášení zvlášť objemných nebo těžkých předmětů, těmto popruhům se také říká kurt nebo gurt. V hovorové češtině připoutat se popruhem označujeme souslovím přikurtovat se.